# Čaka Nogaj
Čaka (bolgarsko Чака, Čaka) je od leta 1299 do 1300 vladal kot bolgarski cesar (car), * ni znano, † 1300, Trnovo.
Čaka je bil sin mongolskega kana Nogaja in njegove žene Alake. Po letu 1285 se je poročil z Eleno, hčerko bolgarskega carja Jurija I. Terterja. Konec 1290. let je podprl svojega očeta Nogaja v vojni proti zakonitemu kanu Zlate horde Tokti.
Leta 1298 ali 1299 je Čaka napadel Bolgarijo, izsilil regentstvo za Ivana IV. Smileca in se leta 1299  v Trnovem vsilil za vladarja. Še vedno ni  popolnoma jasno ali je vladal kot car ali je bil samo  neomejen gospodar nad svojim svakom Teodorjem Svetoslavom. V bolgarskem zgodovinopisju so ga sprejeli za bolgarskega vladarja.
Čaka ni dolgo užival na svojem položaju, ker mu je v Bolgarijo sledil Tokta in oblegal Trrnovo. Teodor Svetoslav, ki je bil samo orodje za Čakov vzpon na oblast, je Čako v zaroti odstavil in ga leta 1300 v ječi zadavil. Njegovo glavo je poslal Tokti, ki mu je v zameno zagotovil položaj novega bolgarskega cesarja. Zgleda, da je njegovo sodelovanje z Mongoli prispevalo k prenehanju mongolskih vpadov v Bolgarijo.

## Družina
Zgleda, da Čaka in Elena nista imela otrok. On je imel najmanj enega sina, katerega mati je bila verjetno njegova priležnica. Sin 
- Kara Küçük

je do leta 1301 vladal ostankom Nogaj horde.

## Vir
- John V.A. Fine, ml.. The Late Medieval Balkans, Ann Arbor, 1987.

| Čaka Nogaj Dinastija BordžiginiRojen: ni znano Umrl: 1300 |                         |                             |
| Vladarski nazivi                                          |                         |                             |
| Predhodnik: Ivan IV.                                      | Bolgarski car 1299–1300 | Naslednik: Teodor Svetoslav |